# Diego Martínez
Diego Alfonso Martínez Balderas (15 de fevereiro de 1981) é um ex-futebolista profissional mexicano que atuava como defensor.

## Carreira
Diego Martínez representou a Seleção Mexicana de Futebol nas Olimpíadas de 2004.